# Święte Miejsce (Mazovie)
Święte Miejsce (prononciation : [ˈɕfjɛntɛ ˈmjɛi̯st͡sɛ]) est un village polonais de la gmina de Przasnysz dans le powiat de Przasnysz de la voïvodie de Mazovie dans le centre-est de la Pologne.
Il se situe à environ 7 kilomètres au nord-est de Przasnysz (siège du powiat et de la gmina) et à 93 km au nord de Varsovie (capitale de la Pologne).
Le village compte approximativement une population de 11 habitants en 2006.

## Histoire
De 1975 à 1998, le village appartenait administrativement à la voïvodie d'Ostrołęka.